# ملیسا تانکردی
ملیسا پالما جولی تانکردی (به انگلیسی: Melissa Palma Julie Tancredi) یک بازیکن زن بازنشستهٔ فوتبال است. وی برای تیم ملی فوتبال زنان کانادا در پست مهاجم بازی می‌کرد. او در المپیک ۲۰۱۲ به همراه تیم ملی کانادا در این مسابقات شرکت کرد و با شکست ۱–۰ تیم ملی فوتبال زنان فرانسه در تاریخ ۹ اوت ۲۰۱۲ موفق شد به مدال برنز این رقابتها دست یابد. ملیسا پالما با نام کوچک «تانک» شناخته می‌شود.

## ابتدای زندگی
نانکردی در انکستر، انتاریو به دنیا آمد.والدین او پیتر و آنه ماری تانکردی هستند.او فوتبال را از سن چهار سالگی آغاز کرد.او در مدرسه کلیسای جامع همیلتون، انتاریو دیگر رشته های ورزشی مانند والیبال و دو ومیدانی را نیز تجربه کرد.ملیسا تانکردی در دوران بازی خود عنوان ارزشمندترین بازیکن(MVP) و بهترین ورزشکار سال را نیز به دست آورد.او همچنین برای تیم زیر ۱۹ سال استان خود و همینطور باشگاه برلینگتون استینگ بازی کرد و به این تیم کمک کرد تا برلینگتون استینگ قهرمانی کانادا و جام اونتاریو را بدست بیاورد و به عنوان ارزشمندترین بازیکن این تیم در سال ۱۹۹۹ شناخته شد.

## زندگی شخصی
نانکردی در اوایل سال ۲۰۱۷ از فوتبال خداحافظی کرد.وی هم‌اکنون دکتر کایروپراکتیست است.

## افتخارات
تیم ملی کانادا
- بازی‌های المپیک تابستانی: مدال برنز، ۲۰۱۶